# بانانگه
بانانگه (به لاتین: Banange) یک منطقهٔ مسکونی در سری‌لانکا است که در استان مرکزی (سری‌لانکا) واقع شده‌است.